# Dipelicus geryon
Dipelicus geryon är en skalbaggsart som beskrevs av Dru Drury 1773. Dipelicus geryon ingår i släktet Dipelicus och familjen Dynastidae. Inga underarter finns listade i Catalogue of Life.